# Sangabasis furcata
Sangabasis furcata – gatunek ważki z rodziny łątkowatych (Coenagrionidae). Endemit filipińskiej wyspy Luzon.